# 山口まゆ (女優)
山口 まゆ（やまぐち まゆ、2000年〈平成12年〉11月20日 - ）は、日本の女優。東京都出身。2025年1月21日までフラーム所属。日本大学芸術学部映画学科卒業。

## 経歴
小学校時代はバレリーナを目指してクラシック・バレエ漬けの日々を過ごし、母に連れられて初観劇した劇団四季のミュージカル『サウンド・オブ・ミュージック』でダンスや歌で表現される世界に衝撃を受けてミュージカル女優に憧れ、習いごと感覚で小学4年生から6年生まで子役専門の芸能事務所NEWSエンターテインメントに所属して子役として舞台を中心に活動した。初舞台は2011年7月『真夏の夜の夢〜LOVE2011』。中学進学を機に、学業に専念するため一旦芸能活動を休止した。
バレエ漬けだった山口が見に行った劇団四季のミュージカルに魅了を受けて、中学進学後も演技のことが忘れられない様子を見かねた母がオーディション情報誌『De☆View』の読者限定誌上オーディション「Push!」に応募し、合格。数社の芸能事務所から声をかけられたが、目標の女優である有村架純や当時はまっていたドラマ『ハガネの女』主演の吉瀬美智子が所属するフラームに所属して2014年より本格的に芸能活動を開始した。同年7月にオーディションを経て『昼顔〜平日午後3時の恋人たち〜』に出演してテレビドラマデビューし、吉瀬との親子役で共演する。『聖女』では広末涼子演じる主人公の中高生時代役を演じ、『アイムホーム』でオーディションを経て木村拓哉演じる主人公の娘役に起用される。2015年のドラマ『コウノドリ』では中学2年生の妊婦役を演じ、2016年には15歳で映画『相棒 -劇場版IV-』のヒロインに起用された。
2015年公開の映画『くちびるに歌を』では、合唱部員役で出演した7名で期間限定ユニットの「Lips!」を結成し、ポニーキャニオンより配信限定シングル「壁ドン 〜拝啓、勇気を出せない君へ〜（アカペラver.）」をリリースした。
2019年4月より祖父と同じ大学に進学して映画学科で演技を専攻する。同年5月公開の『僕に、会いたかった』でヒロイン役を演じる。同年10月公開の『下忍 赤い影』でオーディションを経てヒロイン役を演じ、時代劇に初出演。
2025年1月21日、所属事務所「フラーム」を退所。

## 人物
趣味・特技は、映画鑑賞・ピアノ・ダンス・クラシック・バレエ。
母の影響からクラシック音楽が好きで、4歳からクラシック・バレエを、小学1年生からピアノを習っていた。
所属事務所の先輩である有村架純、戸田恵梨香に続き、NHK連続テレビ小説への出演を目標に掲げる。
影響を受けた俳優として『明日の約束』で共演した井上真央を挙げ、役に入り込みながらも井上自身の持つ芯の強さや魅力を感じさせる演技に惹かれ、「井上さんみたいになりたい」と語る。大学進学について迷っていた時期には井上からアドバイスを受けて進学を決意したという。

## 出演

### テレビドラマ
- 昼顔〜平日午後3時の恋人たち〜（2014年7月17日 - 9月25日、フジテレビ） - 滝川真菜 役[9]
- 聖女 第1話 - 第3話（2014年8月19日 - 9月2日、NHK） - 肘井基子（幼少期） 役[21]
- アイムホーム（2015年4月16日 - 6月18日、テレビ朝日） - 野沢すばる 役[10][11][22]
- ナポレオンの村 第2話・第4話 - 最終話（2015年7月26日・8月16日 - 9月20日、TBS） - 橋尾ヒロミ 役[23]
- 最強のふたり〜京都府警 特別捜査班〜 第7話（2015年9月3日、テレビ朝日） - 斎藤楓 役[24]
- コウノドリ 第4話・第5話（2015年11月6日・13日、TBS） - 吉沢玲奈 役[12]
  - コウノドリ 傑作選（2020年4月10日）
- インディゴの恋人（2016年1月27日、NHK BSプレミアム） - 原田紗代 役[25]
- ふれなばおちん（2016年6月28日 - 8月16日、NHK BSプレミアム） - 上条優美香 役[26]
- 湊かなえサスペンス『望郷』 「みかんの花」（2016年9月28日、テレビ東京） - 富田美里（回想） 役[27]
- ひと夏の隣人（2016年11月4日、イマジカBS） - 主演・赤石千織 役[28]
- リバース（2017年4月14日 - 6月16日、TBS） - 藤崎莉子 役[29]
- 明日の約束（2017年10月17日 - 12月19日、関西テレビ） - 増田希美香 役[30]
- 執事 西園寺の名推理 第6話（2018年5月25日、テレビ東京） - 遠野晶子 役[31]
- 崖っぷちホテル! 第8話（2018年6月3日、日本テレビ） - マナヒラ王国王女・ナディア 役[32]
- 遺留捜査 第5シリーズ 最終回（2018年9月13日、テレビ朝日） - 酒井愛子 役[33]
- 駐在刑事 第2話 - 最終話（2018年10月26日 - 12月7日、テレビ東京） - 緒方ひかり 役[34]
- ストロベリーナイト・サーガ 第1話（2019年4月11日、フジテレビ） - 深沢由香里 役
- マンゴーの樹の下で〜ルソン島、戦火の約束〜（2019年8月8日、NHK総合） - 日下部綾 役[35][36]
- 絶対零度〜未然犯罪潜入捜査〜（Season4） 第3話（2020年1月20日、フジテレビ） - 八尋舞 役[37]
- 捜査会議はリビングで おかわり! 第3話（2020年2月16日、NHK BSプレミアム） - 真衣香 役[38]
- まとわりつくオンナ〜五つの地獄編 第4話「コインロッカー」（2020年3月6日、TBS） - 益田の娘 役[39]
- 女子グルメバーガー部 第7話・第10話・最終話（2020年8月22日・9月12日・26日、テレビ東京） - 主演・筧川彩花 役[40]
- 江戸モアゼル〜令和で恋、いたしんす。〜（2021年1月7日 - 3月11日、読売テレビ） - 蔵地寿乃 役[41]
- リカ〜リバース〜（2021年3月20日 - 4月3日、東海テレビ・フジテレビ系） - 雨宮結花 役[42]
- 世にも奇妙な物語 夏の特別編 「あと15秒で死ぬ」（2021年6月26日、フジテレビ） - 宝林サナ 役[43]
- ハコヅメ〜たたかう！交番女子〜 第2話（2021年7月14日、日本テレビ） - 松原理沙 役
- 海と空と蓮と（2021年8月10日 - 25日、ABCテレビ） - ヒロイン・川田蓮 役[44]
- ザ・ハイスクール ヒーローズ 第8話・最終話（2021年9月11日・18日、テレビ朝日） - 佐戸国子 役
- シジュウカラ 第7話 - 最終話（2022年2月19日 - 3月26日、テレビ東京） - 紺野みひろ 役[45]
- 未来への10カウント（2022年4月14日 - 6月9日、テレビ朝日） - 矢代智香 役[46]
- コズミック フロント「相対論vs.量子論 事象の地平線と“異次元のダンス”」（2022年9月22日、NHK BSプレミアム） - 南部さん 役
- つまらない住宅地のすべての家（2022年10月10日 - 11月16日、NHK総合） - 梨木由歌 役
- 女神の教室〜リーガル青春白書〜 第3話・第4話・第6話・第8話（2023年1月23日・30日・2月13日・27日、フジテレビ） - 真中美羽 役[47]
- めんつゆひとり飯（2023年4月1日 - 6月24日、BS松竹東急） - 十越いりこ 役[48]
  - めんつゆひとり飯2（2024年10月2日 - 12月25日、BS松竹東急）[49]
- アイドル誕生 輝け昭和歌謡（2023年12月1日、NHK BSプレミアム4K / 2024年1月2日、NHK BS）- 桜田淳子 役[50]
- ブルーモーメント 第1話・第2話（2024年4月24日・5月1日、フジテレビ） - 前田明日香 役[51]
- バツコイ（2024年10月20日 - 2025年1月5日、BSテレ東） - 四十九院ヨーコ 役[52]
- 私の知らない私（2025年1月9日 - 3月20日、読売テレビ・日本テレビ） - 野村亜希子 役[53]
- アイシー〜瞬間記憶捜査・柊班〜 第1話（2025年1月21日、フジテレビ） - 相川遥 役[54]
- 家政夫のミタゾノ 第7シーズン 第7話（2025年2月25日、テレビ朝日） - 二宮さやか 役[55]
- 人事の人見 第3話（2025年4月22日、フジテレビ） - 土橋由衣 役
- 浅草ラスボスおばあちゃん 第6話（2025年8月9日、東海テレビ・フジテレビ） - 水谷竹子（青年期） 役[56]

### 映画
- くちびるに歌を（2015年2月28日） - 長谷川コトミ 役[57]
- 相棒 -劇場版IV- 首都クライシス 人質は50万人! 特命係 最後の決断（2017年2月11日） - ヒロイン・鷺沢瑛里佳 役[14][15][58]
- 雪女（2017年3月4日） - 緒方ウメ 役[59]
- 僕に、会いたかった（2019年5月10日） - ヒロイン・木村めぐみ 役[5][17][60]
- 下忍 赤い影（2019年10月4日） - ヒロイン・静 役[18][61]
- 太陽の家（2020年1月17日） - 川崎柑奈 役[62]
- GEEK BEEF BEAT（2020年3月21日）
- 樹海村（2021年2月5日） - 主演・天沢鳴 役[注 2][63]
- MIRRORLIAR FILMS Season1 「inside you」（2021年9月17日） - 主演[64]
- 軍艦少年（2021年12月10日） ‐ ヒロイン・結 役
- 真夜中乙女戦争（2022年1月21日） - カナ 役[65]
- ブルーイマジン（2024年3月16日） - 主演・斉藤乃愛 役[66]

### Webドラマ・ムービー
- LOTTE SWEET FILMS 「ふたりだけの声」（2015年2月16日、LotteChocomotionTV） - 主演・柑奈 役[67][68]
- 好雨、時節を知る（2016年2月19日 - 、アルファ ロメオ ジャパン） - 水原ルイ 役[注 3][69]
- 世界でいちばん偉大な魔女（2016年、LEPSIM）[70]

### CM
- ベネッセコーポレーション、Area Benesse（2014年11月 - ）
- 小野薬品工業 独創性篇（2015年1月 - ）[71]
- ACジャパン 交通遺児育英会
  - 「笑顔に変わる時」篇（2015年7月 - ）[72]
  - 「お父さんへの報告」篇（2016年 - ）
- パナソニック
  - 日本の空気は進化する／ナノイー技術ソリューション 篇（2016年7月10日）[73]
  - 日本の移動シーンは進化する／快適移動ソリューション篇（2016年9月26日）
  - 日本のコミュニケーションは進化する／多言語翻訳ソリューション 篇（2017年）
- アダストリア レプシィム（2016年9月 - ）
- 大塚製薬 カロリーメイト 「夏はコワイ」篇（2017年7月 - ）
- 赤坂インターシティAIR 「赤坂の歴史散策」（2017年11月15日）
- 大塚製薬 オロナミンC 「元気はつよいぞ。スピーチ」篇 30秒（2020年3月16日 - ）
- 東京国際工科専門職大学 「この大学は社会だ」篇（2022年5月1日 - ）[74]

### MV
- CHEESE CAKE 「寝グセ（short ver.）」（2014年6月26日）[75]
- whiteeeen² 「ハニートースト」（2018年6月6日） - ヒロミ 役[76]
- 宮川愛李 「Sissy Sky」（2019年10月26日）- 親友 役[77]

### 舞台
- 真夏の夜の夢〜LOVE2011（2011年7月22日 - 23日） - ローラ 役[78]
- リズミックタウン（2012年12月20日 - 24日） - メイ 役[79][80]
- NHK交響楽団 第1833回定期公演 系図 -若い人たちのための音楽詩-（2016年4月22日・23日） - 語り[81]

#### 休演
- 劇団時間制作10周年記念公演『哀を腐せ』（2023年8月17日 - 27日、東京芸術劇場 シアターウエスト）
  - 体調不良により休演[82]

### オーディオドラマ
- FMシアター 踊らされながら（2017年7月15日、NHK FM） - ミカ 役[83]
- イヤードラマ「ビールいかがですか」（2021年10月11日配信開始、NUMA） - 主演・茉莉 役[84][85]

### ラジオ
- TOMAS presents High School a Go Go!!（2018年5月14日 - 、TBSラジオ） - 高校生サポーター[86]